# Fritz Victor Hasselblad
Fritz Victor Hasselblad (ur. 8 marca 1906 w Göteborgu, zm. 5 sierpnia 1978 w Göteborgu) – szwedzki inżynier i artysta. Założyciel koncernu Victor Hasselblad AB oraz twórca wielu modeli aparatów średnioformatowych.

## Życiorys
Syn szwedzkiego biznesmana. Wpływ na jego życie miał dziadek, który stworzył firmę FW Hasselblad & Company, którą Fritz później rozwijał.
W 1934 roku ożenił się z Erną Nathhorst, która pomagała mu w poszukiwaniu sprzętu fotograficznego. W 1935 roku wydał swoją pierwszą książkę. Po odbyciu staży we francuskiej firmie Kodak Pathe, niemieckim Zeiss Ikon oraz amerykańskiej firmie Eastman Kodak Company postanowił stworzyć swój własny aparat.
W 1940 rząd szwedzki zaproponował mu odtworzenie niemieckiego aparatu szpiegowskiego. Była to ręcznie wykonana kamera lotnicza o wymiarach 7cm x9 cm. Pierwszy aparat przeznaczony dla zwykłych ludzi, nie dla wojska, wprowadził na rynek 6 października 1948 r. Był to aparat Hasselblad 1600F. Jego aparat Hasselblad 500EL/70 posłużył również w misji Apollo 11.
Przed śmiercią sprzedał swoją firmę Hasselblad Fotografiska AB firmie Kodak. Został pochowany na cmentarzu Örgryte w Göteborgu.

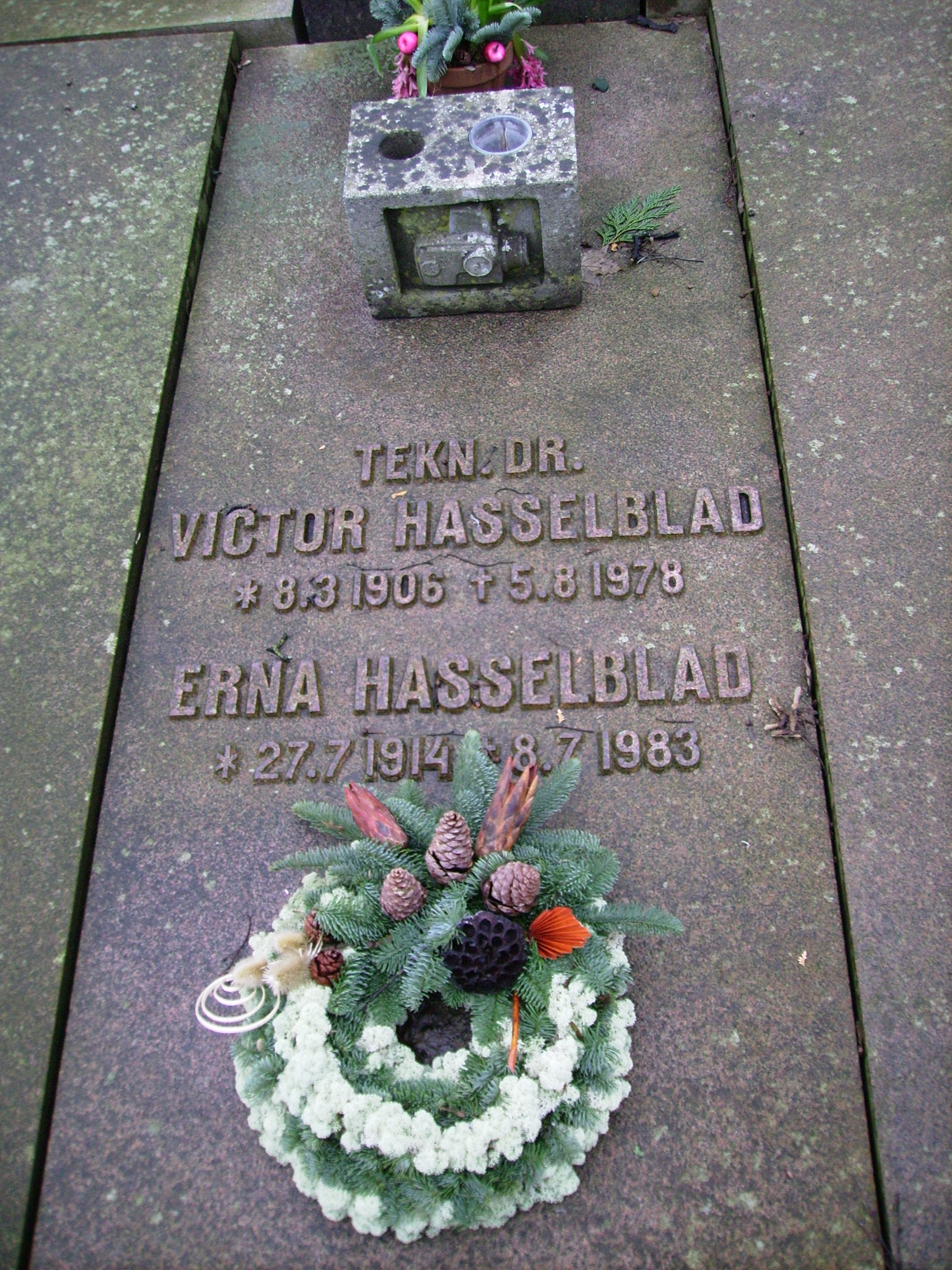
Grób Victora Hasselblad